# Plicosepalus
Plicosepalus é um género botânico pertencente à família Loranthaceae.